# Jacob Hochbrucker
Jacob Hochbrucker, auch Jakob Hochprugger, (* um 1673 in Mindelheim; † 28. März 1763 in Donauwörth) war Harfenist, Zupfinstrumentenbauer, Geigenbauer und Lautenmacher. 1720 erfand er die Pedalharfe mit Pedalen am Harfenfuß.  
Hochbrucker war der Sohn des Augsburger Geigenbauers Georg Hochbrucker und ist der Ahne der deutschen Harfenbauer- und Harfenistenfamilie „Hochbrucker“ (auch: „Hochbrugger“ und Hochprugger). Seine Söhne waren die Harfenisten Simon Hochbrucker und Johann Baptist Hochbrucker.